# Утёсное (Сахалинская область)
Утёсное — село в Корсаковском городском округе Сахалинской области России.

## География
Село находится в южной части острова Сахалин, на побережье, омываемом с юга водами залива Анива, на расстоянии 23 км к востоку от города Корсаков, административного центра района.

## История
В 1905 году поселение завоёвано войсками Японской империи вместе со всем Южным Сахалином. До 1945 года принадлежало японскому губернаторству Карафуто и называлось Окухати (яп. 奥鉢). После передачи Южного Сахалина СССР поселение получило название Утёсное (предлагался также вариант Чёрноутёсное — по соседству с обрывом Чёрный Камень). Постановлением Администрации Сахалинской области от 26 апреля 2004 года посёлок Утёсное преобразован в село.

## Население
| 1925 | 1935 | 2002 | 2010 | 2013 | 2021 |
| ---- | ---- | ---- | ---- | ---- | ---- |
| 551  | ↗679 | ↘13  | ↘8   | →8   | ↘2   |

### Половой состав
Согласно результатам переписи 2002 года, в селе проживало 13 человек (11 мужчин и 2 женщин).